# Temnida
Temnida is een geslacht van spinnen uit de  familie van de Anyphaenidae (buisspinnen).

## Soorten
- Temnida rosario Brescovit, 1997
- Temnida simplex Simon, 1897